# Veronica Schiavon

a Compétitions nationales et continentales officielles uniquement.

b Matchs officiels uniquement.
Veronica Schiavon, née le 24 juillet 1982 à Maserada sul Piave (Italie), est une joueuse internationale italienne de rugby à XV évoluant au poste de demi d'ouverture.
Sélectionnée à 82 reprises, elle est la meilleure réalisatrice de l'équipe d'Italie.

## Biographie
Veronica Schiavon est issue d'une famille où le rugby à XV tient une place importante : sa mère Mansueta Palla fut internationale italienne à neuf reprises et sa petite sœur Valentina (it) a joué sept ans en équipe nationale (35 sélections)[réf. nécessaire] ; son père est Mario Schiavon, ancien joueur du Benetton Tréviseur puis entraineur d'équipes féminines. 
Elle commence le rugby au Benetton Trévise mais part au Rugby Riviera à seize ans. En 2001, âgée de dix-neuf ans, elle fait ses débuts en équipe première puis en équipe nationale lors du Trophée européen. L'année suivante elle participe à la Coupe du monde 2002. Elle remporte par la suite six titres nationaux avec le Riviera. En 2007, elle part jouer une saison en Angleterre avec le club du Richmond FC (en).[réf. nécessaire]
Ayant fait des études supérieures de japonais, elle part travailler au Japon et par la même occasion devient joueuse de Yokohama en 2014. Elle reste cependant à disposition de l'équipe nationale. 
En 2017, elle participe à la Coupe du monde à l'issue de laquelle elle annonce sa retraite internationale ; elle totalise alors 82 capes pour 351 points marqués. 

## Palmarès

### En club
- Vainqueur du Championnat d'Italie en 2004, 2005, 2006, 2010, 2012 et 2013.

### En équipe nationale
- Vainqueur du Trophée européen en 2005.